# Evacanthus albicostatus
Evacanthus albicostatus är en insektsart som beskrevs av Kuoh 1987. Evacanthus albicostatus ingår i släktet Evacanthus och familjen dvärgstritar. Inga underarter finns listade i Catalogue of Life.